# Polomet
Der Polomet (russisch По́лометь) ist ein rechter Nebenfluss der Pola in der russischen Oblast Nowgorod im Einzugsgebiet des Ilmensees.
Der Polomet hat seinen Ursprung in dem auf den Waldaihöhen gelegenen 2,4 km² großen See Russkoje. 
Er durchfließt die Verwaltungsbezirke Waldai und Damjansk im Süden der Oblast Nowgorod.
Dabei fließt er in einem weiten Bogen anfangs nach Norden, später nach Westen und schließlich nach Südwesten. westlicher Richtung.
Schließlich trifft der Polomet auf die nach Norden strömende Pola.
Die Kleinstädte Jaschelbizy und Lytschkowo liegen am Flusslauf.
Wichtigster Nebenfluss des Polomet ist die Jarynja von rechts.
Der Polomet hat eine Länge von 150 km. Er entwässert ein Areal von 2767 km².
Der Fluss wird hauptsächlich von der Schneeschmelze gespeist.
120 km oberhalb der Mündung beträgt der mittlere Abfluss 7,74 m³/s.
Der Polomet wurde zumindest in der Vergangenheit zum Flößen genutzt.